# Zisterzienserinnenabtei Sint-Annen
Die Zisterzienserinnenabtei Sint-Annen (auch: Klein Aduard/Klein-Adwert oder Ten Boer) war von 1342 bis 1594 ein Kloster der Zisterzienserinnen in Ten Boer, Provinz Groningen in den Niederlanden.

## Geschichte
Das 1340 gestiftete Nonnenkloster im heutigen Weiler Sint-Annen bei Ten Boer nordöstlich von Groningen wurde 1342 zisterziensisch und kam unter die Aufsicht des Abtes Frederik Gaykinga von Kloster Aduard.  Der ursprünglich verwendete Name Klein-Aduard wurde auf Wunsch des Bischofs von Münster, zu dessen Bistum das Kloster gehörte, in „Sancta Anna“ umgewandelt. Nach einer ersten Plünderung 1582 wurde das Kloster 1590 durch die Geusen zerstört und 1594 (nach Eingliederung Groningens in die protestantische Republik der Sieben Vereinigten Provinzen) aufgehoben. Heute erinnert nur noch der Dorfname an das einstige Kloster.